# High Tor (album)
High Tor (podtytuł: Songs And Story From The Ford Star Jubilee - CBS Television Production) – album ze ścieżką dźwiękową z udziałem Binga Crosby'ego, Julie Andrews, Everetta Sloane wydany przez Decca Records w 1956 roku. Został on zaczerpnięty ze ścieżki dźwiękowej filmu telewizyjnego Ford Star Jubilee emitowanego 10 marca 1956 roku przez CBS.

## Lista utworów

### strona 1
| 1. | „Living One Day at a Time” (Bing Crosby)               | 3:09  |
|    |                                                        |       |
| 2. | „When You're in Love” (Bing Crosby)                    | 2:56  |
|    |                                                        |       |
| 3. | „Sad Is the Life of a Sailor's Wife” (Julie Andrews)   | 2:14  |
|    |                                                        |       |
| 4. | „When You're in Love” (Julie Andrews & Everett Sloane) | 2:58  |
|    |                                                        |       |
| 5. | „A Little Love, A Little While” (Bing Crosby)          | 3:09  |
|    |                                                        |       |
| 6. | „When You're in Love” (reprise: Everett Sloane)        | 2:22  |
|    |                                                        |       |
|    |                                                        | 16:48 |
|    |                                                        |       |

### strona 2
| 1. | „John Barleycorn” (Bing Crosby)                        | 2:34  |
|    |                                                        |       |
| 2. | „Once upon a Long Ago” (Julie Andrews)                 | 3:31  |
|    |                                                        |       |
| 3. | „Once upon a Long Ago” (Bing Crosby)                   | 2:43  |
|    |                                                        |       |
| 4. | „John Barleycorn” (Bing Crosby & chorus)               | 2:23  |
|    |                                                        |       |
| 5. | „A Little Love, A Little While” (reprise: Bing Crosby) | 1:05  |
|    |                                                        |       |
|    |                                                        | 12:16 |
|    |                                                        |       |